# Edward Blishen
Edward Blishen född 1920, död 1996, var en brittisk författare. Han är kanske mest känd för två böcker: A Cack-Handed War (1972), en historia som utspelar sig i andra världskrigets efterdyningar, och The God Beneath the Sea (1970), ett samarbete med Leon Garfield som vann Carnegie Medal. 
Han har även varit programledare för BBC Radio 4s program A Good Read.